# 34351 Декейтер
34351 Деке́йтер (34351 Decatur) — астероїд головного поясу, відкритий 3 вересня 2000 року. Названий на честь міста Декейтер в Алабамі, в якому розташована обсерваторія Емеральд-Лейн, в якій був відкритий цей астероїд.
Тіссеранів параметр щодо Юпітера — 3,267.